# Róbert Veselovský
Róbert Veselovský (Bratislava, 2 aprile 1985) è un calciatore slovacco, portiere dell'AC Nitra.

## Carriera

### Club
Veselovský cominciò la carriera con la maglia dello Slovan Bratislava. Passò poi allo Slovácko e agli svedesi dello Öster. Esordì nella Allsvenskan il 10 aprile 2006, sostituendo Björn Stringheim nella sconfitta per 0-4 contro l'AIK. Fu poi ceduto in prestito ai danesi del Viborg e ai norvegesi dello Haugesund, quest'ultimo club militante in Adeccoligaen.
Debuttò in squadra il 31 agosto 2008, nella sconfitta casalinga per 1-2 contro il Sarpsborg 08. Tornò poi al Viborg, stavolta a titolo definitivo. Nel 2012 passò allo Horsens.
Nel 2016 passa al Nea Salamis.